# Nam Đan Mạch
Vùng Nam Đan Mạch (tiếng Đan Mạch: Region Syddanmark) là một vùng hành chính của Đan Mạch được thành lập vào ngày 1 tháng 1 năm 2007 trong một cuộc cải cách hành chính trên quy mô toàn quốc.
Vùng Nam Đan Mạch là vùng cực tây của Đan Mạch (Vùng Zealand mới là cực nam). Vùng Nam Đan Mạch bao gồm các hạt cũ Funen, Ribe và Nam Jutland, cùng với 10 khu tự quản của hạt cũ Vejle. Vùng Nam Đan Mạch có đường biên giới chung với bang Schleswig-Holstein của nước Đức.